# 黃繩卿
黃繩卿（？—？），福建晋江人，明朝政治人物。岁贡出身。
天启四年（1624年），擔任明朝廣州府新安縣知縣。后由喻承芳接任。